# Henri Coppens (football, 1918)
Pour les articles homonymes, voir Coppens et Henri Coppens.
Hendrik Rik Coppens est un footballeur belge né le 3 octobre 1918 à Malines (Belgique) et mort le 1er juillet 2003.
Il a évolué comme attaquant au FC Malinois de 1935 à 1955, remportant trois fois le Championnat de Belgique en 1943, 1946 et 1948.
Il a joué 19 fois en équipe de Belgique de 1945 à 1950. Il a marqué quatre buts avec les Diables Rouges.

## Palmarès
- International belge A de 1945 à 1950 (19 sélections et 4 buts marqués)
- Champion de Belgique en 1943, 1946 et 1948 avec le FC Malinois
- Vice-champion de Belgique en 1954 avec le FC Malinois